# Шиба (село)
Шиба (рос. Шиба) — село Онгудайського району, Республіка Алтай Росії. Входить до складу Тельгинського сільського поселення.
Населення — 320 осіб (2015 рік).